# Tony Kgoroge
Tony Kgoroge (* 21. April 1974) ist ein südafrikanischer Schauspieler.

## Leben und Karriere
Tony Kgoroge gab im Jahr 2000 sein Schauspieldebüt vor der Kamera mit der Hauptrolle im Krimifilm Hijack Stories. 2004 war er als Gregoire im Filmdrama Hotel Ruanda zu sehen. 2005 stellte er die Figur des Mbizi im Drama Lord of War – Händler des Todes dar. 2006 folgte eine kleine Rolle in der Abenteuer-Thriller-Verfilmung Blood Diamond von Regisseur Edward Zwick. 2007 war er als Scoop im niederländisch-südafrikanischen Filmdrama The Bird Can’t Fly zu sehen. 2008 stellte er im Filmdrama Skin – Schrei nach Gerechtigkeit als Petrus Zwane eine zentrale Rolle dar. Ebenfalls 2008 war im deutschen Fernseh-Thriller Fleisch, welcher in Südafrika gedreht wurde, als Biko zu sehen.
Größere, auch internationale, Bekanntheit erlangte er 2009 durch die Darstellung des Jason Tshabalala in Clint Eastwoods Spielfilm Invictus – Unbezwungen. 2010 trat er an der Seite von Naomie Harris in der Biografie-Verfilmung The First Grader, über den als ältesten Grundschüler der Welt bekannt gewordenen Kimani Maruge, auf. 2013 stellte er im Filmdrama Mandela – Der lange Weg zur Freiheit den Anti-Apartheid-Kämpfer Walter Sisulu dar. 2017 spielte er eine kleine Nebenrolle in der Serie Black Sails und wurde 2018 in der Soap Imbewu: The Seed besetzt. 2019 folgte ein Gastauftritt in der Serie Deep State. 
Kgoroge ist seit 2002 mit der Schauspielerin Sthandiwe Kgoroge verheiratet.

## Filmografie (Auswahl)
- 2000: Hijack Stories
- 2001: Transit Cafe (Fernsehfilm)
- 2004: Gums & Noses
- 2004: Hotel Ruanda
- 2005: Conversations on a Sunday Afternoon
- 2005: Lord of War – Händler des Todes (Lord of War)
- 2006: Blood Diamond
- 2007: The Bird Can’t Fly
- 2008: Fleisch
- 2008: Skin – Schrei nach Gerechtigkeit (Skin)
- 2009: Invictus – Unbezwungen (Invictus)
- 2010: The First Grader
- 2013: Mandela – Der lange Weg zur Freiheit (Mandela: Long Walk to Freedom)
- 2013: Cold Harbour
- 2017: Black Sails (Fernsehserie, 4 Episoden)
- 2017–2020: Tjovitjo (Fernsehserie, 15 Episoden)
- 2018: Imbewu: The Seed (Fernsehserie, 274 Episoden)
- 2019: Deep State (Fernsehserie, 2 Episoden)
- 2021: Jiva! – Tanz für deine Zukunft (Jiva!, Fernsehserie, Episode 1x01)
- 2022: Recipes for Love and Murder (Fernsehserie)